# Raman Karop
Raman Leanidawicz Karop (biał. Раман Леанідавіч Кароп, ros. Роман Леонидович Короп, Roman Leonidowicz Korop; ur. 8 stycznia 1952 w Mińsku) – białoruski lekarz i polityk, w latach 2004–2012 deputowany do Izby Reprezentantów Zgromadzenia Narodowego Republiki Białorusi III i IV kadencji.

## Życiorys
Urodził się 8 stycznia 1952 roku w Mińsku, w Białoruskiej SRR, ZSRR. Ukończył Witebski Państwowy Instytut Medyczny, uzyskując wykształcenie lekarza, oraz Akademię Zarządzania przy Prezydencie Republiki Białorusi, uzyskując wykształcenie menedżera ekonomisty. Posiada wyższą kategorię kwalifikacyjną lekarza anestezjologa reanimatora i lekarza organizatora ochrony zdrowia. Pracę rozpoczął jako lekarz anestezjolog w dziale medyczno-sanitarnym Mohylewskiego Kombinatu Włókien Syntetycznych im. W. Lenina. Następnie pracował jako główny lekarz sanatorium profilaktycznego „Kirowiec” Mohylewskiego Zakładu Samochodowego im. S. Kirowa, lekarz anestezjolog reanimator działu medyczno-sanitarnego Mohylewskiego Zjednoczenia Produkcyjnego „Chimwołokno”, zastępca głównego lekarza w wydziale medycznym Mińskiego Miejskiego Szpitala Klinicznego Nr 2, główny lekarz Miejskiego Szpitala Klinicznego Pogotowia Ratunkowego miasta Mińska.
W 2004 roku został deputowanym do Izby Reprezentantów Zgromadzenia Narodowego Republiki Białorusi IV kadencji z Czkałowskiego Okręgu Wyborczego Nr 98. Pełnił w niej funkcję członka Stałej Komisji ds. Ochrony Zdrowia, Kultury Fizycznej, Rodziny i Młodzieży. 27 października 2008 roku został deputowanym do Izby Reprezentantów IV kadencji z Czkałowskiego Okręgu Wyborczego Nr 96. Pełnił w niej funkcję członka Stałej Komisji ds. Międzynarodowych i Kontaktów z WNP. Od 13 listopada 2008 roku był członkiem Narodowej Grupy Republiki Białorusi w Unii Międzyparlamentarnej.

## Odznaczenia
- Medal Jubileuszowy „60 lat Zwycięstwa w Wielkiej Wojnie Ojczyźnianej lat 1941–1945”;
- Medal Jubileuszowy „90 lat Sił Zbrojnych Republiki Białorusi”;
- Gramota Pochwalna Zgromadzenia Narodowego Republiki Białorusi;
- Gramota Pochwalna Rady Ministrów Republiki Białorusi;
- inne gramoty;
- Odznaka „Wybitny Pracownik Ochrony Zdrowia”[1].

## Życie prywatne
Raman Karop jest żonaty, ma dwie córki.